# The Shillong Times
The Shillong Times è un quotidiano indiano pubblicato a Shillong, nello Stato del Meghalaya. Fondato nel 1945 come settimanale, The Shillong Times divenne quotidiano nel 1958.
L'attuale direttrice (2025) è Patricia Mukhim, che ricopre questo ruolo dal 2008.